# Eupithecia olivocostata
Eupithecia olivocostata là một loài bướm đêm trong họ Geometridae.